# Diecezja Xiamen
Diecezja Xiamen (łac. Dioecesis Sciiamenensis, chiń. 天主教厦门教区) – rzymskokatolicka diecezja ze stolicą w Xiamenie, w Chińskiej Republice Ludowej. Diecezja jest sufraganią archidiecezji Fuzhou.
Diecezja posiada 45 kościołów i ponad 5 punktów misyjnych.
W diecezji służy 16 sióstr zakonnych.

## Historia
3 grudnia 1883 z mocy decyzji Leona XIII erygowano wikariat apostolski Amoy. Nazwę zaczerpnięto od ówczesnej nazwy Xiamenu. Dotychczas wierni z tych terenów należeli do  wikariatu apostolskiego Północnego Fujianu (obecnie archidiecezja Fuzhou).
13 lipca 1913 z wikariatu wydzielono Tajwan erygując prefekturę apostolską Wyspy Formoza (obecnie diecezja Kaohsiung).
W wyniku reorganizacji chińskich struktur kościelnych dokonanych przez Piusa XII bullą Quotidie Nos, 11 kwietnia 1946 wikariat apostolski Amoy podniesiono do godności diecezji i zmieniono nazwę na obecną.
Z 1950 pochodzą ostatnie pełne, oficjalne kościelne statystyki. Diecezja Xiamen liczyła wtedy:
- 16 588 wiernych (0,2% społeczeństwa)
- 20 księży (12 diecezjalnych i 8 zakonnych)
- 28 parafii.

Od zwycięstwa komunistów w chińskiej wojnie domowej w 1949 diecezja, podobnie jak cały prześladowany Kościół katolicki w Chinach, nie może normalnie działać.

## Ordynariusze Xiamenu
Ostatnim biskupem Xiamenu był Joseph Cai Bingrui. Urząd biskupa sprawuje od 2010. Wcześniej, od 1996, był administratorem apostolskim tej diecezji. Jest on uważany za legalnego biskupa zarówno przez Stolicę Apostolską jak i przez rząd ChRL.
W diecezji obecnie nie ma biskupów pomocniczych.